# La-Ventura
La-Ventura is een Nederlandse rock- en melodieuzemetal-band, die in 2005 werd opgericht door zangeres Carla van Huizen en oud-Orphanage-drummer Erwin Polderman. Hun geluid wordt gekarakteriseerd door groovy drumbeats, ranzige gitaarriffs en melodieuze vrouwenzang.

## Geschiedenis

### 2006-2012
De band beëindigde haar contract met Razar Ice Records in juli 2007, precies 2 maanden voor de geplande uitgavedatum voor het eerste album, en ging zelfstandig verder met de productie. Het eerste album, "A New Beginning", kwam uit op 6 oktober 2007, en de band tekende een platencontract met het Amerikaanse Renaissance Records in januari 2008. Het album werd officieel uitgebracht in Noord-Amerika op 18 maart 2008.
De band heeft ook de video voor hun eerste Amerikaanse single, "Trefoil", geschoten.

### 2013-heden
Een tweede album, genaamd “White Crow”, zag het daglicht in 2013 met een onafhankelijke pre-release voor de Benelux. Opgenomen bij de MII Recording Studio in Frankrijk, gemixt en geproduceerd door Didier Chesneau en gemasterd door Bruno Gruel bij Elektra Mastering. In november 2013 maakte de band bekend te tekenen voor een licentiecontract met Ravenheart Music Records voor het Verenigd Koninkrijk en Ierland, en Valkyrie Rising voor Duitsland, Oostenrijk en Zwitserland. Een digitale uitgave van de single "Song for an Idiot", afkomstig van het album "White Crow", werd uitgebracht op 15 november 2013. In maart 2014 werd het album officieel uitgebracht in Europa. Op 31 oktober 2014 werd een officiële videoclip van "Song for an Idiot" uitgebracht.
Op 7 november 2015 kwam de EP 2.0 uit.
Momenteel werkt de band aan haar derde studioalbum, die naar verwachting ergens in 2016 uit moet komen.

## Bezetting
Huidige leden
- Carla van Huizen - zang
- Sascha "Saz" Kondic - gitaar
- Michael "Mike" Saffrie - basgitaar
- Stefan Simons - drums

Vorige leden
- Marco van Boven - keyboard
- Erwin Polderman - drums
- Renzo van Poecke - drums

## Discografie
Studioalbums
- 2007: A New Beginning
- 2013: White Crow
- 2016: TBA

Ep's en singles
- 2009: Breaking the Silence (ep)
- 2013: Song for an Idiot (single)
- 2015: 2.0 (ep)

Demo's
- 2006: Trefoil